# Tod Browning
Charles Albert Browning, Jr. (Louisville, Kentucky, Estados Unidos; 12 de julio de 1880 - Hollywood, California, Estados Unidos; 6 de octubre de 1962), conocido como Tod Browning, fue un director y actor estadounidense que desarrolló su etapa artística tanto en la era sonora del cine como en la muda. 
No obstante de ser conocido únicamente por sus trabajos dentro del género de terror como Drácula (1931), película que rodó con Béla Lugosi, o Freaks (1932), Browning fue un director muy prolífico que realizó aproximadamente 60 obras como director abarcando distintos géneros. 

## Biografía

### Juventud
Tod Browning nació en Louisville, Kentucky, siendo el segundo hijo de Charles y Lydia Browning. Ya desde pequeño, realizaba obras de teatro en el jardín trasero de su casa. Estaba fascinado por el circo y la vida de la farándula, y a la edad de 16 años se marchó de su hogar bautista de clase media enrolado en un circo ambulante, para convertirse en un miembro activo de los espectáculos de feria y carnaval que tanto le habían fascinado siempre.
Cambiando su nombre al de "Tod", viajó por toda el país con espectáculos circenses y de variedades. Sus trabajos fueron dispares dentro de este mundo del espectáculo, llegando a actuar contratado como el cadáver viviente en un número de enterramiento en directo, trabajando como payaso con el Ringling Brothers Circus o participando en muchos números a cada cual más disparatado, trabajos que le sirvieron posteriormente para inspirarse en sus obras cinematográficas.
A partir de 1905 se pasó al vodevil como actor, mago, bailarín, etc. Apareció en la tira cómica de Mutt and Jeff, y actuó con blackface en la obra titulada The Wheel of Mirth junto al comediante Charles Murray.

### El comienzo de una carrera cinematográfica
Más tarde, mientras Browning se encontraba trabajando como director de un teatro de variedades en Nueva York, conoció a D. W. Griffith. En 1909 comenzó a actuar en el cine con Murray en comedias de corta duración para Griffith y el estudio Biograph Company.
En 1913, Griffith rompió con Biograph y se trasladó a California. Browning le siguió y continuó trabajando en las películas de Griffith, esta vez para los estudios Reliance-Majestic Studios, incluyendo un pequeño papel como extra en el film épico Intolerancia. Ya en aquella época comenzó a dirigir, realizando de manera esporádica 11 cortometrajes para Reliance-Majestic.
En junio de 1915, tuvo un accidente de coche mientras circulaba a toda velocidad, chocando en un cruce contra un tren en marcha. Sus pasajeros en el vehículo eran los actores Elmer Booth y George A. Seigmann, con los que había estado bebiendo en un bar. Booth falleció en el acto, mientras que Seigmann y el propio Browning sufrieron heridas de consideración, las cuales en el caso de Browning le costaron la pérdida de los dientes frontales y una pierna derecha destrozada. Durante su larga convalecencia, Browning se dedicó a escribir guiones, y no volvió a la actividad cinematográfica hasta 1917.
Según los biógrafos David J. Skal y Elias Savada, el trágico evento transformó la perspectiva creativa de Browning: abandonando la comedia que había sido su especialidad, se enfocará en el melodrama moralista, con temas recurrentes de crimen, culpabilidad y retribución. De hecho, de las treinta y una películas que dirigió entre 1920 y 1939, casi todas fueron melodramas.

### Etapa muda

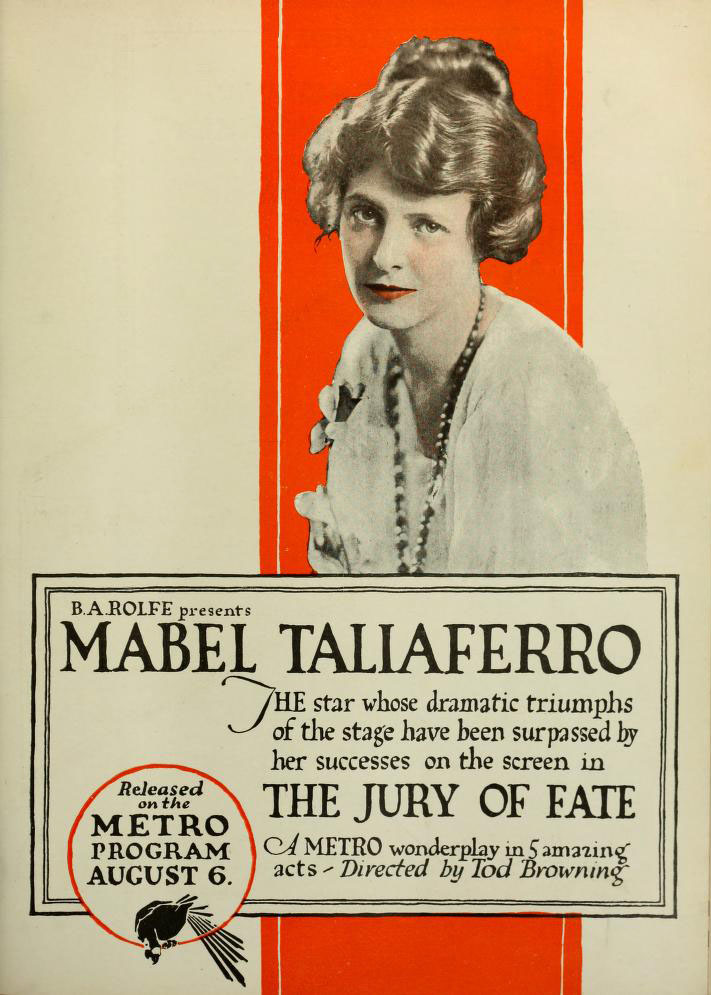
The Jury of Fate (1917)

La película con la que Browning debutó en el largometraje fue Jim Bludso (1917), una historia acerca de un capitán que se sacrifica a sí mismo para salvar a los pasajeros del barco de un incendio. Obra que fue bastante bien recibida. Justo ese mismo año, Browning contrajo matrimonio con Alice Wilson.
Browning regresó a Nueva York en 1917. Dirigió dos películas para los Metro Studios: Peggy, the Will o' the Wisp y The Jury of Fate, ambos filmes protagonizados por Mabel Taliaferro. Justo un año más tarde, de nuevo en California, dirigiría dos nuevos filmes para la Metro: The Eyes of Mystery y Revenge.
En la primavera de 1918 deja la Metro y se une a Bluebird Productions, una subsidiaria de la Universal Pictures, donde conoce a Irving Thalberg. Thalberg fue la persona que unió a Browning con Lon Chaney por primera vez para la película The Wicked Darling (1919), un melodrama en el cual Chaney interpretaba a un ladrón que fuerza a una pobre chica de los suburbios a llevar una horrible vida dentro del mundo del crimen.
La muerte de su padre en esas fechas, llevó a Browning a una depresión, lo que le sumió a su vez en el alcoholismo, ya que en esa misma época la Universal le despidió y su esposa le abandonó. Sin embargo, se recuperó, se reconcilió con su esposa, y consiguió un contrato con la Metro Goldwyn Mayer. La película que produjo para la MGM, The Day of Faith, tuvo un éxito moderado, pero volvió a poner en rumbo su carrera.
Thalberg volvió a juntar a Browning con Lon Chaney para la película The Unholy Three (1925)), la historia de tres personajes circenses quienes idean un plan para juntarse y robar joyas a la gente rica usando una serie de disfraces. La experiencia de Browning en todo lo relacionado con el mundo del circo se ve plasmada en la pantalla con este retrato claro de los antihéroes. La película fue un sonado éxito, tanto que posteriormente se volvió a rodar en 1930, siendo de nuevo protagonizada por Lon Chaney, esta vez en versión sonora, la que sería la primera (y única) película hablada que protagonizaría el actor. Browning y Chaney se embarcaron en una serie de famosas colaboraciones, incluyendo The Blackbird y The Road to Mandalay. The Unknown (1927), titulada originalmente Alonzo the Armless, película que puede ser considerada la precursora de Freaks, ya que en su argumento encontramos un triángulo amoroso en el que también entran en juego monstruos de feria (freaks).
London After Midnight (1927), en esta época, fue la primera incursión de Browning en el terreno de las películas vampíricas y es una pieza perdida difícil de encontrar. Su colaboración final fue Where East is East (1929), de la cual únicamente han sobrevivido copias incompletas. La primera película sonora de Browning fue The Thirteenth Chair (1929), que fue estrenada como muda y protagonizada por Béla Lugosi.

### Etapa sonora
Tras la muerte de Chaney en 1930, Browning fue contratado por la Universal Pictures para dirigir Drácula en 1931. A pesar de que Browning buscaba un actor europeo desconocido para el papel principal y lo más alejado posible del circuito cinematográfico para darle ese toque de presencia siniestra en la película, las restricciones del presupuesto y la incesante presión del estudio impusieron a Béla Lugosi en el casting y un planteamiento del film mucho más sencillo. A pesar de que actualmente el film es considerado un clásico, en aquella época la Universal quedó descontenta con el resultado y prefirió la versión en castellano que se rodaba en los mismos sets durante la noche.
Después de dirigir el melodrama The Iron Man (1931), comenzó a trabajar en Freaks (1932). Basada en una historia corta del guionista de The Unholy Three, la historia consiste en un triángulo de amor entre un enano, una trapecista y un forzudo, todo ello condimentado con un argumento en el que se mezclan los asesinatos y la venganza del enano ayudado de los fenómenos de feria (freaks) del circo. La película fue muy polémica, incluso después de volver a editarse para eliminar varias escenas un tanto perturbadoras e inquietantes, y finalmente fue un desastre comercial. La carrera de Browning se estaba desmoronando.
Browning se veía incapaz de llevar a buen puerto sus proyectos. Tras dirigir el drama Fast Workers (1933) protagonizado por John Gilbert, que no se encontraba tampoco en buena sintonía con el estudio, se le permitió rodar la versión de London After Midnight, titulado originalmente Vampires of Prague, pero rebautizado más tarde como Mark of the Vampire (1935). En la versión, los papeles interpretados por Lon Chaney en el original se dividieron entre Lionel Barrymore y Béla Lugosi. Tras este trabajo, dirigió The Devil Doll (Muñecos infernales) (1936), titulada originalmente The Witch of Timbuctoo, basada en un guion escrito por él mismo. La película cuenta la historia de un prófugo de la cárcel de la isla del diablo (Lionel Barrymore) que escapa para volver disfrazado como una entrañable viejecita, aunque armado con una increíble poción que sirve para reducir a la gente al tamaño de muñecos, usando esta mortífera herramienta para vengarse de todos los que le enviaron a aquella infernal isla.
Su última película fue la película de misterios criminales Miracles for Sale (1939).

### Retiro
Tras Miracles for Sale, Browning realizó algunos trabajos menores para la MGM. En 1942, tras una cuesta abajo plagada de descalabros profesionales iniciada con las peticiones de censura y las malas críticas que recibió Freaks, su carrera quedó truncada definitivamente y Browning decidió comprar una casa en Malibú y retirarse allí definitivamente con su esposa Alice.
El 12 de mayo de 1944 falleció su esposa, (la revista Variety publicó accidentalmente una esquela de Browning), lo que sumió a Tod en una soledad total con la única idea de esperar ya su propia muerte. A su delicada salud mental se unieron un cáncer de laringe y en los últimos momentos de su vida, una apoplejía. 
Tod Browning falleció el 6 de octubre de 1962 a los 82 años, a consecuencia del cáncer que padecía y fue encontrado tristemente muerto en el cuarto de baño.

## Filmografía
| - Miracles for Sale (1939) - Muñecos infernales (The Devil-Doll, 1936) - La marca del vampiro (Mark of the Vampire, 1935) - Perdone, señorita (Fast Workers, 1933) - Freaks (La parada de los monstruos, 1932) - Iron Man (1931) - Drácula (1931) - Fuera de la ley (Outside the Law, 1930) - The Thirteenth Chair (1929) - Oriente (Where East Is East, 1929) - Los pantanos de Zanzíbar (West of Zanzibar, 1928) - The Big City (Los antros del crimen, 1928) - London After Midnight (La casa del horror, 1927) - Garras humanas (The Unknown, 1927) - El palacio de las maravillas (The Show, 1927) - La sangre manda (The Road to Mandalay, 1926) - The Blackbird (Maldad encubierta, 1926) - Dollar Down (1925) - Zara la mística (The Mystic, 1925) - El trío fantástico (The Unholy Three, 1925) - Silk Stocking Sal (1924) - The Dangerous Flirt (1924) - El tigre blanco (White tiger, 1923) - The Day of Faith (1923) - Con la corriente (Drifting, 1923) - Bajo dos banderas (Under Two Flags, 1922) - El hombre encubierto (Man Under Cover, 1922) - The Wise Kid (La niña prodigio, 1922) - No Woman Knows (1921) - Fuera de la ley (1920) - La virgen de Estambul (1920) | - Bonnie Bonnie Lassie (1919) - The Petal on the Current (Pétalo en la corriente, 1919) - The Unpainted Woman (1919) - The Exquisite Thief (1919) - La rosa del arroyo (The Wicked Darling, 1919) - Set Free (1918) - The Brazen Beauty (1918) - The Deciding Kiss (El beso decisivo, 1918) - Which Woman? (1918) - Revenge (1918) - The Eyes of Mystery (1918) - The Legion of Death (1918) - The Jury of Fate (1917) - Peggy, the Will O' the Wisp (1917) - Hands Up! (1917) - A Love Sublime (1917) - Jim Bludso (1917) - Puppets (1916) - Everybody's Doing It (1916) - The Fatal Glass of Beer (1916) - Little Marie (1915) - The Woman from Warren's (1915) - The Burned Hand (1915) - The Living Death (1915) - The Electric Alarm (1915) - The Spell of the Poppy (1915) - The Story of a Story (1915) - The Highbinders (1915) - An Image of the Past (1915) - The Slave Girl (1915) - The Lucky Transfer (1915) |